# Petra Badke-Schaub
Petra Badke-Schaub (10 februari 1960) is een Duitse ontwerpmethodologe. Ze is sinds 2004 hoogleraar Ontwerptheorie en Methodologie aan de Technische Universiteit Delft. Prof. dr. Badke-Schaub doet onder meer onderzoek naar de manier waarop ontwerpteams samenwerken en tot beslissingen komen.
Ze studeerde psychologie tot 1986 en promoveerde in 1993 in de filosofie op het proefschrift Groups and complex problems. Ze werkte aan de Otto Friedrich Universiteit in Bamberg, in de Max Planck Project Group cognitieve antropologie in Berlijn en vanaf 2004 aan de TU Delft samen met Norbert Roozenburg. 